# Peen-Kirjakjärv
Peen-Kirjakjärv (est. Peen-Kirjakjärv) – jezioro w gminie Illuka, w prowincji Virumaa Wschodnia, w Estonii. Położone jest na terenie obszaru chronionego krajobrazu Kurtna (est. Kurtna maastikukaitseala). Ma powierzchnię 9,5 hektara, linię brzegową o długości 1780 m, długość 650 m i szerokość 250 m. Jest otoczone podmokłym lasem. Z jeziora wypływa rzeka Mustajõgi. Jest jednym z 42 jezior wchodzących w skład pojezierza Kurtna (est. Kurtna järvestik). Sąsiaduje z jeziorami Kirjakjärv, Kurtna Suurjärv, Kurtna Saarejärv, Sisalikujärv, Räätsma, Kurtna Ahvenjärv.